# English Garden
'English Garden' est un cultivar de rosier obtenu en 1986 par le fameux rosiériste anglais David Austin. Il est issu d'un croisement 'Lilian Austin' x pollen (semis non nommé x 'Fée des Neiges'). 

## Description
'English Garden' fait partie du groupe English Rose Collection de David Austin. Il s'agit d'un  buisson au port érigé pouvant atteindre 100 cm de hauteur pour 120 cm de largeur. Son feuillage est vert moyen mat. Ses fleurs délicates et très doubles (45 pétales, pour une coupe plate de 17 à 25 pétales) sont de dimension moyenne et présentent des coloris subtils allant du jaune abricot au jaune crème avec le revers des pétales plus pâle. Elles exhalent un fort parfum d'hybride de thé.
La floraison est abondante et remontante.
Sa zone de rusticité est de 5b à 10b ; il s'agit donc d'une variété résistante aux froids très rigoureux. Elle est parfaite pour illuminer les jardins. Elle a besoin d'une protection hivernale si elle est cultivée en pot.